# Clara Winter

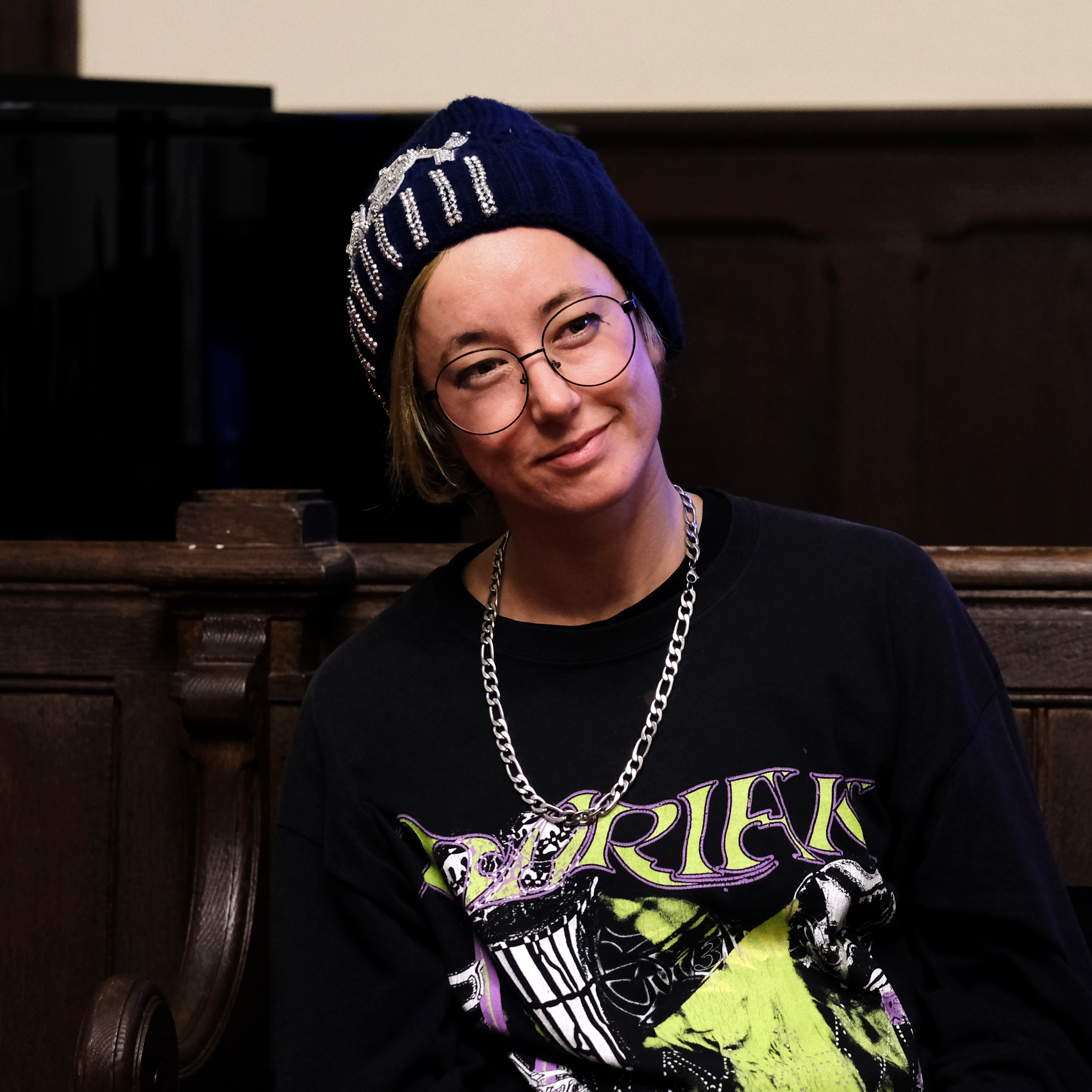
Clarer Winter (2024)

Clara Winter, auch Clarer Winter, (geboren 1989 in Leipzig) ist deutscher Nationalität und im Feld Videokunst tätig. Winter wurde im Jahr 2019 mit dem Deutschen Kurzfilmpreis für den Experimentalfilm Wir sprechen heute noch Deutsch ausgezeichnet.

## Leben
Clara Winter studierte ab 2009 an der Kunsthochschule Kassel, mit einem Abschluss in der Meisterklasse von Bjørn Melhus. Zeitgleich absolvierte Winter Studien an der École Supérieur des Beaux Arts, Tolouse und der LUCA School of Arts, Brüssel. 2021 erhielt Clara Winter den Master im Masterprogramm des Dutch Art Institute mit einer Masterarbeit, die sich mit dem Produktionsprozess zum Film Wikiriders auf theoretischer Ebene befasste.
Winter versteht sich als nicht-binär. Im Filmplakat und -abspann von Wikiriders nutzte Winter erstmals die Namensvariante Clarer Winter. Auf der eigenen Website beansprucht Winter in Selbstbeschreibungen häufig das englische Pronomen „they“ für sich.

## Werk
Während des Studiums an der École Supérieure des Beaux-Arts in Toulouse drehte Clara Winter kurze Porträt-Dokumentarfilme, wie Mika (2012), Laurent (2012) und Olivier (2013), über junge Männer aus der linken Szene der Stadt. Winters Arbeiten nehmen oft Bezug auf Hito Steyerls Frage nach dem blinden Fleck der Kunst, also nach den unmittelbaren Bedingungen der Produktion und Rezeption. Dabei entwickelte Winter eine Praxis der performativen Dokumentation, die die Rolle der Regie genauso wie die der Rezipierenden hinterfragt. Winter reflektiert politische und soziale Aspekte der westlichen Welt, indem in dokumentarische Situationen fiktionalisierte Reenactments einfließen.
Seit 2014 arbeitet Winter im Duo mit Miiel Ferráez vornehmlich an performativen Dokumentationen, die sich mit postkolonialen und neoliberalen Beziehungen auseinandersetzen. In vielen ihrer gemeinsamen Arbeiten verkörpern Winter und Ferráez auch vor der Kamera Figuren, die sie als „Archetypen“ bezeichnen. So verkörpern sie Touristen oder Menschen aus dem Globalen Norden und setzen sich dabei mit den toxischen Auswirkungen von deren Handlungen in den Ländern des Globalen Südens auseinander. In der Kritik wird ihrer Filmarbeit ein sozialrevolutionärer Subtext zugeschrieben, weil die beiden Kunstschaffenden die ethisch und politisch fragwürdigen Momente des Filmens, des Bilderjagens thematisieren. So übernahm Winter in Postcolonialism in 30 sqm (2015) die Rolle einer Europäerin in Mexiko, die mit besten Hilfsabsichten in das Leben eines jungen Mexikaners eindringt, gespielt von Miiel Ferráez. In der weiteren Entwicklung formt sie sein Leben recht übergriffig nach ihren Vorstellungen um. So mutiert die Unterstützung, die helfen sollte, den Mexikaner von den Folgen des Kolonialismus zu befreien, zu einem erneuten Übergriff.
Der im Februar 2024 in Berlin uraufgeführte Film Wikiriders steht in der Tradition eines Roadmovies. Er entwickelt sich semi-dokumentarisch in schlaglichtartig gereihten Kapiteln entlang einer nicht-linearen Erzählung um den Wikipedia-Artikel einer seit dem 19. Jahrhundert politisch und wirtschaftlich einflussreichen Familie in Mexiko mit dem fiktiven Namen Flussmartín. Mit situativen Zitaten aus Stilmitteln eines Rache-Westerns begeben sich Winter und Ferráez zusammen mit Megan Marsh auf eine Autofahrt durch Mexiko in die Vereinigten Staaten auf der Suche nach dem jüngsten Mitglied der Familie. Auch dieser Film kreist um die Kolonialgeschichte Mexikos und die Auseinandersetzung damit aus einer postkolonialen Perspektive. Über die Inhalts- wie auch die Produktionsebene reflektiert Wikiriders Verschwörungsmythen und verhandelt nebenbei Fragen von Queerness und Hyperkonnektivität im digitalen Zeitalter.

## Ausstellungen
- 2011: Barbie von Sevilla, Galerie Artists Unlimited, Bielefeld
- 2012: Memory Cash, Julia Stoschek Collection, Düsseldorf
- 2013: AlbertaAlertDerLiveTrailer, AlbertaAlertDerExitus, Interim, Kassel
- 2015: Le Mythe Acide de la cerise éclectique au Salon Sauvage, Maison des Arts, Schaarbeck, Brüssel
- 2016: Maximum Surrender, Documenta-Halle Kassel
- 2016: GroupExhibition, Galeria Eremita, Mexiko-Stadt
- 2016: Echos, Museum für Sepulkralkultur, Kassel
- 2017: Poor people relax me*, documenta14 side event, Kassel
- 2018: Poor people relax me, Biquini Wax EPS Gallery, Mexiko-Stadt
- 2018: Postcolonialism in 30 sqm, Hao House, Taipeh
- 2018: Some Shapes of Things to Come, Gruppenausstellung, Kunstverein Harburger Bahnhof, Hamburg
- 2021: ppl stuck in time-windows shouldn’t be throwing bricks, Post Theater Arnhem
- 2022: Mi ruina es su ruina, nyg-west, Leipzig
- 2023: 4ll 0v3r th3 pl4c3, Retrospektive, ACC Gallery Weimar

## Filmografie
- 2011: Interior
- 2012: Mika (mit Lina Walde)
- 2012: Laurent (mit Lina Walde)
- 2013: Olivier
- 2013: Beziehungsarbeit 1 & 2 (mit Lina Walde)
- 2014: L’absence de marquage
- 2014: Just Kids Left Alive On the Road
- 2015: Postcolonialism in 30sqm
- 2016: ExplorerIn 2009
- 2016: Maximum Surrender
- 2017: Poor people relax me
- 2018: Beyond Beach
- 2018: The remorseless goatgrinder of capital
- 2019: Wir sprechen heute noch Deutsch
- 2019: Iztlacayotlán (The Guerrero Beach Project)
- 2022: Tracing narratives in the space of weird time
- 2023: Iamyours_
- 2024: Wikiriders

## Auszeichnungen
- 2015: 1. Platz beim Filmfestival Universidad de Estado de Mexico
- 2015: 2. Preis Altersgruppe D, Deutscher Jugendfilmpreis für Just Kids Left Alive On The Road[12]
- 2015: Silbermedaille des FiSH – Filmfestival Rostock für Just Kids Left Alive On The Road
- 2015: Besondere Erwähnung, Internationaler Wettbewerb des Stuttgarter Filmwinter
- 2016: Publikumspreis bei Kurzsuechtig – Mitteldeutsches Kurzfilmfestival für Postcolonialism in 30sqm
- 2016: Film des Jahres des FiSH – Filmfestival Rostock für Postcolonialism in 30sqm
- 2016: Publikumspreis bei ContraVision Berlin für Postcolonialism in 30sqm
- 2019: FICMA – (best mexican short documentary)
- 2019: Deutscher Kurzfilmpreis für Wir sprechen heute noch Deutsch[13]
- 2020: Publikumspreis bei Kurzsuechtig – Mitteldeutsches Kurzfilmfestival für Wir sprechen heute noch Deutsch